# Konstanty Bontemps

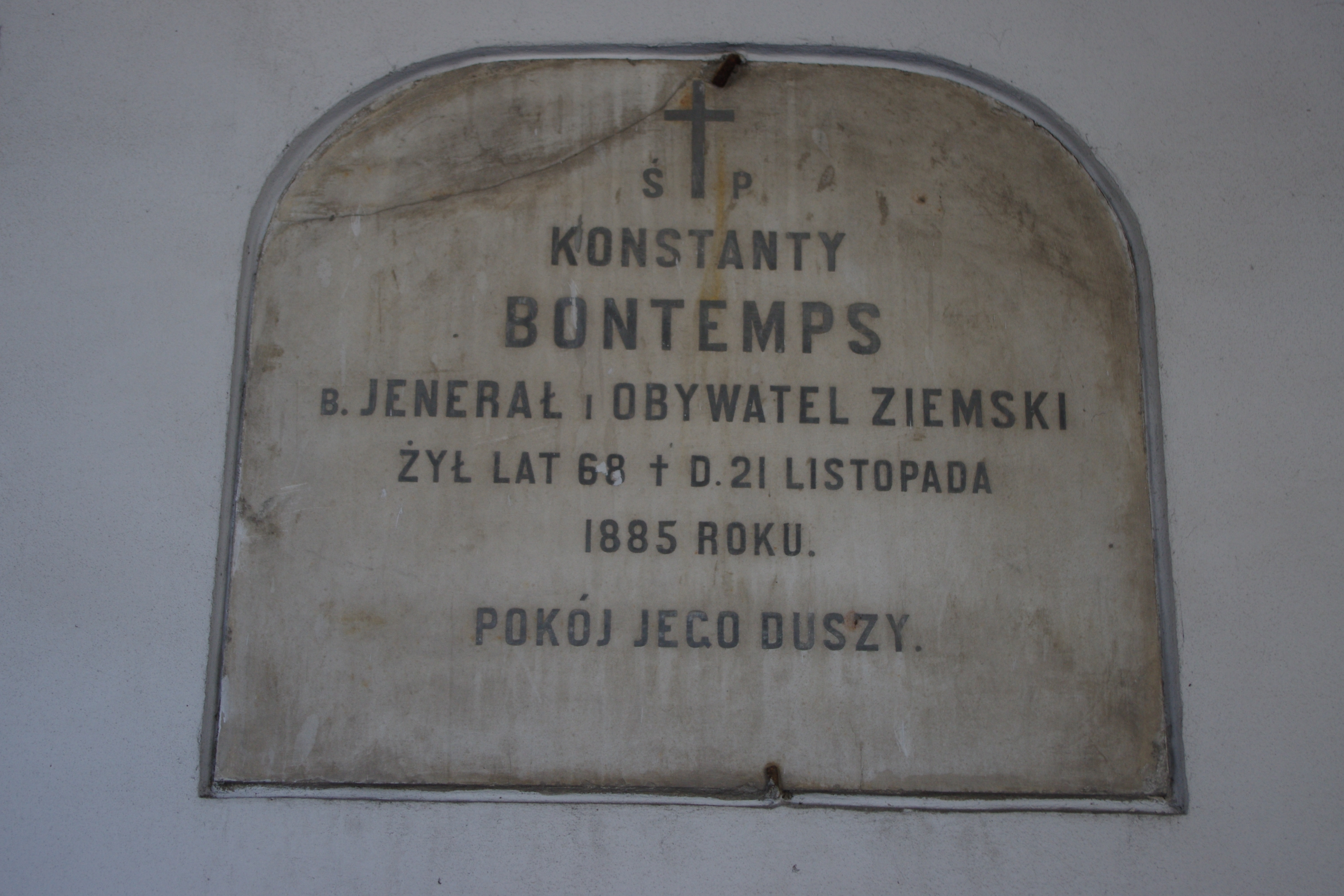
Grób generała Konstantego Bontempsa w Katakumbach na warszawskim cmentarzu Powązkowskim

Konstanty de Bontemps (ur. 1817, zm. 21 listopada 1885) – generał Armii Imperium Rosyjskiego, obywatel ziemski.
W czerwcu 1853 roku, w stopniu pułkownika, został przeniesiony z Pułku Ułanów Lejb-Gwardii do Pułku Huzarów Lejb-Gwardii.
Pochowany w katakumbach (rząd 55-4) na cmentarzu Powązkowskim w Warszawie.